# Verona–Velence nagysebességű vasútvonal
A Verona–Velence nagysebességű vasútvonal egy részben megépített olasz nagysebességű vasútvonal, amely elkészülte után a két velencei várost, Veronát és Velencét fogja összekötni, majd csatlakozik a Milánóba vezető nagysebességű vasútvonalhoz, és amely az útvonal nagy részén nagysebességű és nagykapacitású vasúti szabványokkal lesz kiépítve.
2022-ben a Padova és Velence Mestre állomások közötti szakasz már megépült és üzembe helyezték. A vonalat a Rete Ferroviaria Italiana (RFI) üzemelteti, amely hivatalosan HS/HC vonalnak nevezte el, hogy megkülönböztesse a kétvágányú, lassabb régi vonaltól, amelyet átneveztek Historic Line-ra.
A vonal a TEN-T transzeurópai hagyományos vasúti hálózat 6. vasúti tengelyének és az V. páneurópai folyosónak egyaránt része.

## Története
A Padova és Velence közötti, 29 kilométer hosszú szakaszt 2007. március 1-jén adták át, és 467 millió euróba került (kilométerenként 20,3 millió euró). A teljes olaszországi nagysebességű rendszerrel ellentétben ez az egyetlen olyan infrastruktúra, amelyet nem fővállalkozó épített. Eredetileg az IRICAV Due tervezte és építette volna, a TAV-val kötött 1991-es megállapodás szerint, de 1993-ban kifejezetten a Padova-Velence útvonal miatt megszüntették a tervezést. 2002-ben a fő építési munkálatok kivitelezésével (a projekt teljes költségének 29%-a, valamint az építési költségvetés 50%-a) a Baldassini-Tognozzi-Pontello és Matarrese ideiglenes konzorciumot bízták meg.
A Verona és Padova közötti szakasz, az IRICAV Due 80 kilométer hosszúságú. Az előzetes projektet 2006-ban hagyták jóvá, amely a Verona-Montebello Vicentino és Grisignano di Zocco-Padova szakaszokra korlátozódott, míg a Montebello és Grisignano közötti szakasz további tanulmányok tárgyát képezte. 2014-ben megvalósíthatósági tanulmány készült a Montebello Vicentino és Grisignano di Zocco közötti szakaszra. Ez a tanulmány azt irányozta elő, hogy a vonalat teljesen a meglévő vonal mellett építik meg, a meglévő vicenzai állomás bezárásával együtt, amelyet egy új állomás vált fel a Fiera területén. A Vicenza városán való áthaladásra vonatkozó részt (beleértve az új állomás építését is) teljesen átdolgozták, mivel a későbbi tervezési szakaszban jelentős építési problémák merültek fel. Ezért egy sor tervezési összehasonlítás után az a megoldás született, hogy a nagysebességű vasútvonalat a meglévő vonal mellett helyezik el a Vicenza városát keresztező teljes vonalszakaszon, és a meglévő vicenzai állomás megfelelő korszerűsítéssel és fejlesztésével megmarad. 2015-ben elkészült a Verona és Altavilla Vicentina közötti szakasz végleges terve. 2017-ben a CIPE felszabadította a Verona-Vicenza szakaszra szánt forrásokat. Az 1. szakasz (Verona és Vicenza csomópontja közötti szakasz) munkálatai 2020. augusztus 10-én kezdődtek, és várhatóan 6 év és 8 hónap alatt fejeződik be.

## Jellemzők
A már üzemelő vasútvonal kétvágányú, Vignoles UNI 60 E 1 sínekkel, normál nyomtávolságú, hézagnélküli, villamosan összehegesztett, egymástól 60 cm távolságra lévő, 260 cm-es feszített beton keresztaljakkal és Pandrol sínleerősítéssel, 3000 voltos egyenárammal villamosítva.

## Jelző- és operációs rendszer
A biztosítóberendezésr az új ERTMS/ETCS (European Rail Traffic Management System/European Train Control System) technológiát használja, amely az európai vasútvonalak közötti átjárhatóságot biztosító új szabvány. A rendszer egy pálya menti alrendszerből (SST) áll, amely a vonattal (fedélzeti alrendszer, SSB) egy külön GSM-hálózaton keresztül kommunikál, és kezeli annak mozgási engedélyét. A vonal tehát több rádióblokk szakaszból áll, amelyeket a legismertebb pályaáramkörök alkotnak.
Az elfogadott operációs rendszer a Command and Control System, amelynek segítségével a vonalat teljes mértékben távvezérelni fogják a Venezia Mestre és Milano Greco Pirelli központi állomásokról.